# Universidad Espíritu Santo
Die Universidad Espíritu Santo, ehemals Universidad de Especialidades del Espíritu Santo, ist eine gemeinnützige Privatuniversität in Guayaquil in Ecuador.
Die Hochschule wurde 1993 durch die ecuadorianischen Hochschulbehörde (CONESUP) und dem damaligen ecuadorianischen Präsidenten Sixto Durán-Ballén genehmigt und von Carlos Ortega Maldonado gegründet. Zunächst startete die Hochschule nur mit einer Fakultät für Wirtschaftswissenschaften, 1997 wurde die Fakultät für Recht, Politik und Entwicklung zusammen mit dem englischsprachigen Studiengang „International“ eingerichtet. 2001 wurde mit der ewrrichtung der Fakultät für Informatik, Telekommunikation und Elektronik sowie der Fakultät für Geisteswissenschaften ein neuer Campus bezogen. Es folgten die Fakultäten für Kommunikation (2001), Architektur und Design (2002), Tourismus und Hotelmanagement (2003) und Internationale Studien (2004). Über 5000 Studierende werden an 10 Fakultäten in 51 Studienprogrammen unterrichtet.